# Болије на Мору
Болије на Мору (фр. Beaulieu-sur-Mer) насеље је и општина у Француској у региону Прованса-Алпи-Азурна обала, у департману Приморски Алпи која припада префектури Ница.
По подацима из 2011. године у општини је живело 3762 становника, а густина насељености је износила 4089,13 становника/km². Општина се простире на површини од 0,92 km². Налази се на средњој надморској висини од метара (максималној 189 m, а минималној 0 m).

## Демографија
| 1962. | 1968. | 1975. | 1982. | 1990. | 1999. | 2011. |
| ----- | ----- | ----- | ----- | ----- | ----- | ----- |
| 3.290 | 4.050 | 4.273 | 4.302 | 4.013 | 3.675 | 3.762 |

График промене броја становника у току последњих година